# Corrida dos Bichos
Corrida dos Bichos é um futuro filme brasileiro de ficção científica com previsão de lançamento para 2025 no Prime Video. Ambientado em um Rio de Janeiro distópico onde o mar secou e a cidade ganhou nova configuração geográfica, o longa mistura ação, drama e crítica social. A direção é assinada por Ernesto Solis, Rodrigo Pesavento e Fernando Meirelles.
É estrelado por Rodrigo Santoro, Isis Valverde, Bruno Gagliasso, Grazi Massafera, Seu Jorge e Leandro Firmino.

## Enredo
Em um futuro sombrio, o Rio de Janeiro enfrenta uma transformação radical após o desaparecimento do mar. Nesse novo cenário, a cidade é palco de uma competição brutal conhecida como "Corrida dos Bichos", em que pessoas de classes marginalizadas, chamadas de Bichos, são usadas por magnatas como peças em apostas milionárias. Um jovem corajoso entra nessa corrida com o objetivo de salvar a vida de sua irmã, enfrentando o sistema opressor e colocando sua própria vida em risco.

## Elenco
- Rodrigo Santoro
- Isis Valverde
- Anitta
- João Guilherme
- Bruno Gagliasso
- Grazi Massafera
- Seu Jorge
- Leandro Firmino
- Thainá Duarte
- Matheus Abreu